# O Cerco
O Cerco (1970) é um filme português de António da Cunha Telles, que, como Belarmino (1964), de Fernando Lopes – partilhando ambos as influências que marcaram o Novo Cinema português (o neo-realismo e a Nouvelle Vague) – se identifica na ousadia formal e no retrato, mais íntimo na sua verdade pessoal, mais ao gosto do autor que da doutrina. Esta tendência acentuar-se-ia no documentário.  

## Ficha sumária
- Argumento: António da Cunha Telles, Gizela da Conceição, Carlos Rodrigues, Vasco Pulido Valente
- Realização: António da Cunha Telles
- Produção: Cinenovo Filmes
- Produtor: Virgílio Correia
- Actores principais: Maria Cabral, Ruy de Carvalho, Miguel Franco
- Exteriores: Lisboa - Graça, Parque Eduardo VII
- Formato: 35 mm p/b
- Género: ficção (drama social
- Duração: 120 min.
- Distribuidor: Vitória Filme
- Estreia: Cinema Estúdio (Lisboa) - 14 de Outubro 1970

## Sinopse
Uma filha da alta burguesia de residência lisboeta, Marta, deixa o marido. Fartou-se. Sabe que há coisas que já não lhe interessam e tenta vida nova. É hospedeira de terra numa companhia de aviação e modelo de uma agência de publicidade. Tem problemas de dinheiro e recorre a Vítor, para melhorar as coisas. Mas tudo piora. Vítor – um contrabandista a quem a vida já tudo ensinou e que já não tem esperança – agrada-lhe, conforta-a, mas não lhe dá nada do que verdadeiramente precisa. Certo dia, ele aparece morto. Culpa sua? Um descuido? E Marta prossegue, sempre de certo modo sozinha, o seu caminho, em busca de qualquer coisa, numa terra que não é bem a sua.

## Enquadramento histórico
Quando António da Cunha Telles mete mãos à obra está falido. As suas aventuras como produtor levaram-no a isso. Tem credores à perna e foi posto «de quarentena» pelos seus colegas do CPC, a cooperativa Centro Português de Cinema, que produz obras do Novo Cinema.
Acossado, Cunha Telles enche-se de brios e faz um filme. Com meios reduzidos mas de imaginação bem desperta, descarta-se da aventura com a aventura. O Cerco estará presente na Quinzena de Realizadores do Festival de Cannes de 1970 e será o grande sucesso do Novo Cinema.
O improviso, neste caso total, sendo um dos princípios da vanguarda francesa, será o motor de alguns filmes que se destacam no movimento. Esta característica, e em particular neste caso, não é alheia ao documentário.

## Ficha artística
- Maria Cabral (Marta)
- Ruy de Carvalho (Dr. Alves)
- Miguel Franco (Vítor Lopes)
- Mário Jacques (Carlos)
- David Hudson (Bob)
- Óscar Cruz (Rui)
- Lia Gama (dona da boutique)
- Zita Duarte (amiga de Marta)
- Manuela Maria (Suzette)
- Armando Cortez (Eng. Machado)
- Edith Sara (manicura)
- Osvaldo Medeiros (dono do stand)
- Luís Capinha (António Hélder)
- Rui de Matos (encenador)
- José Guerra e Silva (Chefe Roberto)
- Mário Rocha (Martins)
- Ana Maria Lucas
- Pedro Efe
- Grupo Cénico da CNN

## Ficha técnica
- Realizador: António da Cunha Telles
- Assistente de realização: Virgílio Correia
- Anotadora: Gisela da Conceição
- Dir. Fotografia: Acácio de Almeida
- Operador de imagem: Leonel Efe
- Iluminação: Óscar Cruz
- Director de som: João Diogo
- Operador de som: Gonçalves Preto
- Assistente de som: Filipe Gonçalves
- Saxofone (solo): Vitor Santos
- Música: António Victorino de Almeida, Quarteto 1111
- Sonoplastia: Hugo Ribeiro

- Montagem: António da Cunha Telles
- Laboratório de. Imagem: Ulyssea Filme
- Laboratório de som: Valentim de Carvalho

## Festivais
- Festival de Cannes 1970 - Quinzena dos Realizadores
- Grande Prémio do SEIT em 1970
- Prémios do SEIT à Melhor Fotografia (Acácio de Almeida) e Melhor Actriz (Maria Cabral)
- Prémios da Casa da Imprensa - Melhor Realizador e Melhor Actriz (Maria Cabral)
- Prémio Plateia à Melhor Actriz (Maria Cabral) - Prémio dos críticos da revista Plateia ao melhor filme